# Avenida Veintiocho de Julio (Lima)
La avenida Veintiocho de Julio es una de las principales avenidas de la ciudad de Lima, capital del Perú. Se extiende de oeste a este, a lo largo de 31 cuadras. Recorre los distritos de Jesús María, Lima y La Victoria.
El 5 de octubre de 2020, se inició el plan de desvío vehicular en la avenida, para construir la estación Plaza Manco Cápac de la línea 2 del Metro de Lima y Callao.
El 9 de noviembre de 2020, se inició el plan de desvío por la construcción de la estación Cangallo.
El 3 de octubre de 2022, se inició el plan de desvíos por el cierre en el cruce de las avenidas Veintiocho de Julio y Aviación, por la construcción de la estación Veintiocho de Julio.

## Recorrido
Inicia en la avenida Brasil, en el triple punto limítrofe de los distritos de Breña, Jesús María y Lima. 
En sus 7 primeras cuadras, fija el límite entre los distritos de Jesús María y Lima. En este tramo, se encuentra el Colegio Reina de los Ángeles.
Entre las cuadras 6 y 7, se ubica la plaza Jorge Chávez, punto de confluencia de las avenidas Guzmán Blanco y General Felipe Salaverry, y el jirón Washington. En esta esquina, se encuentra el edificio del Ministerio de Defensa y uno de los accesos al Campo de Marte. 
Entre las cuadras 7 y 8, la vía pasa sobre un paso a desnivel soterrado, que comunica la avenida Garcilaso de la Vega por el norte, con las avenidas Arequipa y República de Chile por el sur. Las cuadras 8, 9 y 10 pertenecen solo al distrito de Lima, donde hay una alameda en el centro y en cuyo final se emplaza el Parque de la Exposición.
Al pasar el cruce con la avenida Paseo de la República, la vía ingresa al distrito de La Victoria. Esta zona se destaca por la presencia de terminales de buses de transporte interprovincial. En la cuadra 11, el tráfico con sentido de circulación de oeste a este, es derivado por la avenida José Gálvez con dirección a la avenida Jaime Bausate y Meza, convirtiéndose en una avenida de un solo sentido.
En la cuadra 13, se ubica la plaza Manco Cápac, circundada por las avenidas Manco Cápac, Jaime Bausate y Meza e Iquitos. A partir de este punto, la vía posee un carácter más popular. Asimismo, se encuentran más terminales de buses, la Comisaría de La Victoria y la mega-iglesia carismática del Movimiento Misionero Mundial. En esta zona, se encuentran barrios como Mendocita, Magisterial y la Unidad Vecinal El Porvenir. A partir de la cuadra 25, la avenida fija el límite entre los distritos de Lima y La Victoria, que a su vez delimita con el Emporio Comercial de Gamarra.
En la intersección con la avenida Aviación, la vía se vuelve a adentrar en el distrito de Lima. Asimismo, en este punto, está proyectada la construcción de una estación subterránea que formará parte de las líneas 1 y 2 del Metro de Lima y Callao, a la vez que la vía vuelve a ser una arteria de doble sentido de circulación. En sus últimas cinco cuadras, atraviesa una zona en la que predomina el comercio informal, asimismo, el tránsito vehicular es ahora muy escaso comparado con el de sus primeras 20 cuadras. Finalmente, la vía desemboca en el cruce con la avenida Nicolás Ayllón, cerca al límite con el distrito de El Agustino.

## Galería

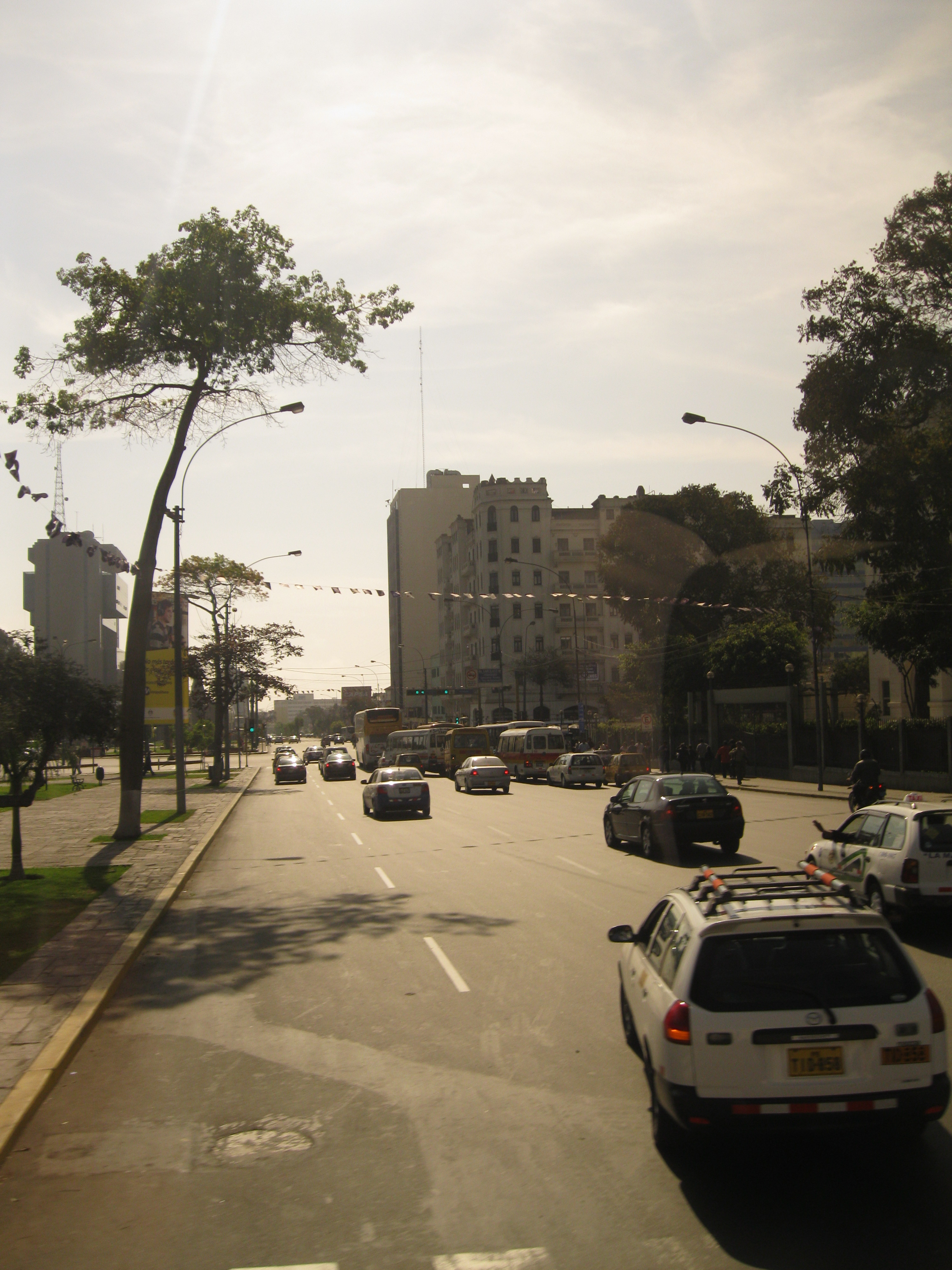
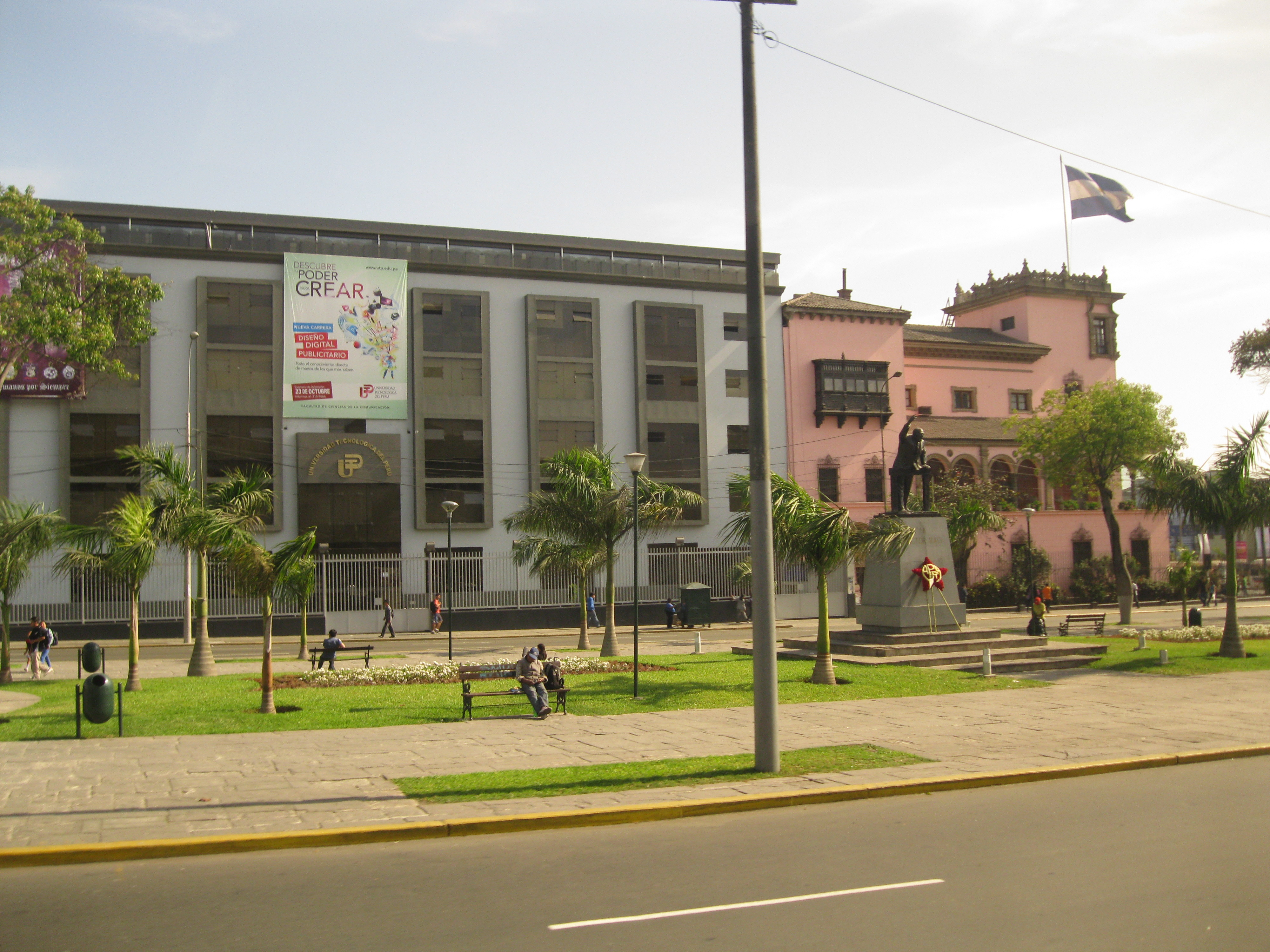
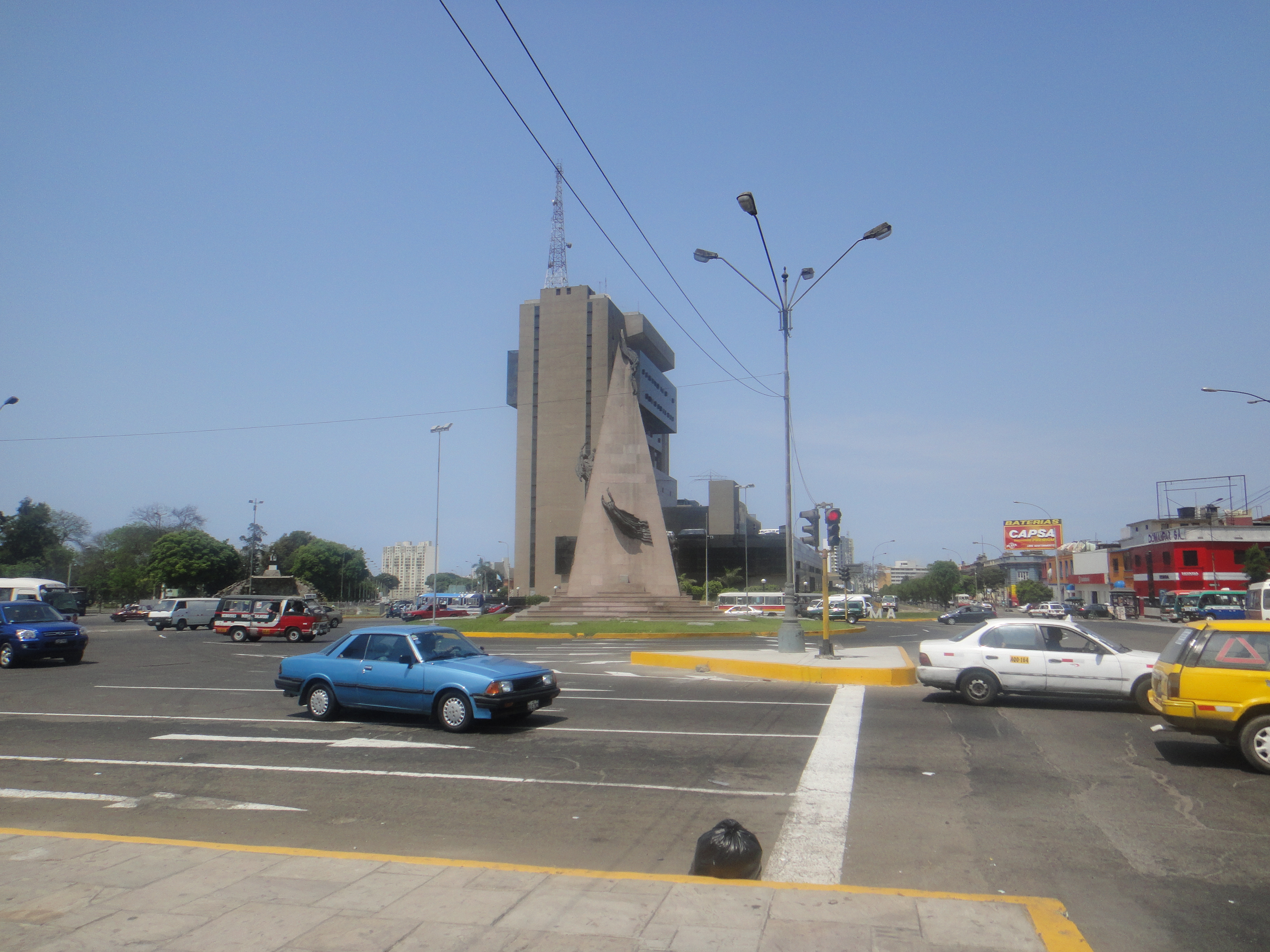
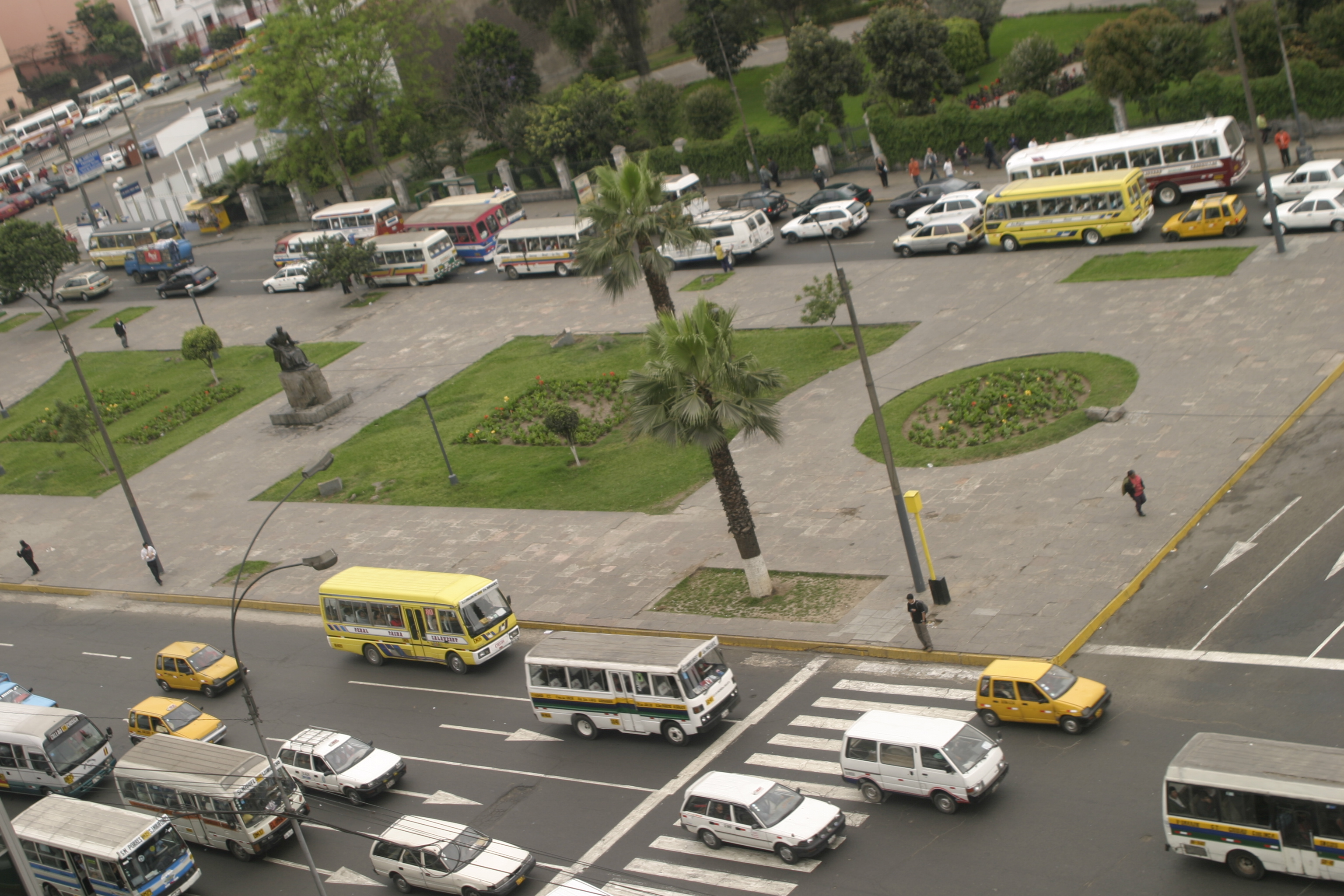